# Кимхи, Иосиф бен-Исаак
Кимхи, Иосиф бен-Исаак (Рикам, רי״קם, он же Maistre Petit) — грамматик, экзегет, поэт и переводчик. Родился на юге Испании около 1105 г., умер приблизительно в 1170 г. 
Вынужденный, вследствие религиозных преследований Омейядов, оставить страну, он поселился в Нарбонне (в Провансе), где, вероятно, и провел остаток своей жизни. Утверждение, будто он был родом из Майнца, не заслуживает никакого доверия. Жил Кимхи в бедности, добывая средства к жизни уроками. Из многих его учеников лишь некоторым удалось сохранить своё имя для потомства. Кроме его сына Моисея, к ученикам его следует причислить р. Иосифа ибн-Забару, р. Менахема бен-Симон из Posquières и р. Соломона бен-Иссака га-Несиа. Сын его Давид, оставшийся по смерти отца малолетним, может также быть включен в их число, так как он был воспитан на произведениях отца своим старшим братом Моисеем.

## Кимхи и ибн Эзра
Авраам ибн Эзра, посетивший в 1160 г. во время своих путешествий Нарбонну, вероятно, был с ним знаком. В некоторых деталях Кимхи следовал ибн-Эзре; с другой стороны, ибн-Эзра цитирует Кимхи в своих комментариях. Оба ученых работали в одно время и в одном направлении, популяризуя иудео-арабскую науку среди евреев христианской Европы, заимствуя у арабов и переводя их сочинения. Хотя ибн-Эзра и превосходит Кимхи в науке, но последний имеет полное право претендовать на первенство в насаждении иудео-арабской науки на почве христианской Европы. Изложение Кимхи изящно и ясно, расположение материала искусное, обработка сюжета без уклонений в сторону, и вследствие этого сочинения Кимхи более доступно изучению, чем произведения ибн-Эзры, лишенные всех вышеупомянутых достоинств.

## Кимхи и Рабейну Там
Другим современником К. был р. Яков бен-Меир, называемый также "Рабейну Там", слывший величайшим авторитетом среди галахистов своего времени. Желая положить конец разногласиям между последователями Менахема бен-Сарук и приверженцами Дунаша бен-Лабрата, р. Там написал книгу, названную им "Гахраот" (примирительные решения), в которой он явился сторонником Менахема. К. не был удовлетворен этими решениями и, считая себя более компетентным разрешить спор двух школ, написал в 1165 г. книгу "Sefer ha-Galui" (םפר הגלױ). Книга распадается на две части; первая трактует о разногласиях между Менахемом и Дунашом, вторая заключает в себе свободную критику словаря первого ученого. В введении к этой книге Кимхи оправдывается в своей смелости выступить открыто против такого признанного в то время авторитета. Веньямин из Кентербюри, ученик р. Тама, написал возражения против "Sefer ha-Galui", вступаясь за честь своего учителя.

## Грамматика
В своей грамматике "Sefer Zikkaron" (ספר, זכרון, изд. Bacher'ом, Berlin, 1888) и в "Sefer ha-Galui" (ספר הגלױ, изд. Matthews, ib., 1887) Кимхи в полной зависимости от Хаюджа во всем, что касается трактовки сюжета, только в объяснениях слов он опирался, главным образом, на ибн-Джанаха. В общем, он не оригинален; только в немногих вопросах он шел своей дорогой, и его изыскания имели значение и для будущего времени. Так, например, он первый открыл, что гифил (הפעיל) имеет возвратное и непереходящее значение, и впервые установил номинальные формы для определения восьми классов глаголов и классифицировал гласные в пять долгих и 5 кратких. В своих трудах он часто уделяет внимание языку литургии. В этимологических объяснениях он подыскивает аналогию в Библии, Талмуде, Таргуме и в арабском языке. Из его экзегетических трудов известны: "Сефер га-Тора" — комментарии на Пятикнижие; "Сефер га-Микна" — комментарий к Пророкам — и "Хиббур га-Лекет", неизвестного содержания. В манускрипте сохранился его комментарий к Песне Песней, а комментарий к Притчам издан под названием "Сефер га-Хукка" Б. Дубровым (Breslau, 1868); варианты плохо изданного текста опубликовал Eppenstein в "Zeisch. für. Hebr. Bibl.", V, 143 и сл. Один фрагмент комментария к книге "Иова" опубликовал Шварц в соч. "Tikwat Enosch" (תקות אנוש, Берлин, 1868), а остальные части Eppenstein в "REJ", XXXVII, 86 и сл. Многие экзегетические замечания разбросаны в его трудах по грамматике. Метод его по большей части приближается к "пешат", т. е. к буквальной интерпретации. Кимхи является первым эклектиком в провансальской школе экзегетов.

## Поэтическое творчество
Кимхи выступал и на поприще поэзии. Его литургические гимны и другие произведения отличаются красотою формы и изяществом языка, но они не могут быть сравнимы с произведениями великих испанских поэтов. Тем не менее, он занимает видное место среди провансальских поэтов. Впоследствии его произведения пользовались успехом и часто цитировались.

## Переводы
Кимхи перевел этическое произведение Бахии ибн-Пакуды, «Хобот га-Лебабот», с арабского на еврейский; им же переложен «Мибхар га-Пениним» (מנחר הפנינים) ибн-Гебироля в стихотворную форму, под названием «Schekel ha-Kodesch» (שקל הקדש). От перевода «Chobot ha-Lebabot» сохранился лишь фрагмент, опубликованный Jellinek’ом в издании Бенъякоба (Лейпциг, 1846). «שקל הקדש», за исключением отрывков, изданных в журнале «Цион» и в соч. «דרך טונים» Эдельмана, остался ненапечатанным. В своем переводе Кимхи, слишком высоко ценивший изящность выражения, не строго держался оригинала. Но своим переводом он способствовал лучшему пониманию арабских авторов и служит поэтому дополнением к трудам Тиббонидов.

## Апологетика
Наконец, следует отметить и апологетические труды Кимхи «Sefer ha-Berit» (ספר הנרית), один фрагмент которого был напечатан в «מלחמת חונה» (Константинополь, 1710). Труд этот написан по просьбе одного из его учеников, пожелавшего иметь сборник всех тех сентенций пророков, которые могли бы послужить вспомогательным средством в споре с теми, которые отрицают Тору. Он составлен в виде диалога между правоверным евреем и отщепенцем. Правоверный утверждает, что истинная религия еврейская может быть узнана по нравственному поведению еврея. Все евреи выполняют в своей жизни предписания десяти заповедей. Не отрицая этого, отщепенец, однако, бросает евреям упрек в лихоимстве. На это правоверный отвечает, что порок этот встречается и среди неевреев в равной мере. Книга «Сефер га-Берит» (ספר הנרית) интересна в том смысле, что служит прекрасным отражением нравственного состояния евреев того времени, как и доказательством той свободы, которою евреи тогда пользовались в Провансе не только в выражениях относительно своей собственной религии, но и относительно религии соседей-христиан.